# بلدية سولنتونا
بلدية سولنتونا (Sollentuna kommun ‎[ˈsɔ̂lːɛnˌtʉːna kʊˈmʉːn]‏ ) هي بلدية في مقاطعة ستوكهولم في شرق وسط السويد، شمال ستوكهولم. يقع مقر حكومتها المحلية في توربيرج، وهي جزء من منطقة سولينتونا الحضرية.